# منطقة أوجاين
اوجاين رمزها «UJ» (بالإنجليزية: Ujjain)‏ ، هو تقسيم إداري لدولة الهند تتبع ولاية مدية برديش (بالإنجليزية: Madhya  Pradesh)‏ ، مركزها هو مدينة اوجاين (بالإنجليزية: Ujjain)‏ عدد سكانها حسب تعداد سنة 2001 هو 1,709,885 ، مساحتها 6,091 كم² وكثافة السكان 281 لكل كم² .